# Neopalame deludens
Neopalame deludens là một loài bọ cánh cứng trong họ Cerambycidae.